# Freddie Jones
Frederick Charles «Freddie» Jones (Stoke-on-Trent, Staffordshire, 12 de septiembre de 1927-Bicester, Oxfordshire, 9 de julio de 2019) fue un actor de cine y televisión británico. Su último papel interpretado fue el de Sandy Thomas en la serie de televisión Emmerdale.

## Carrera
Freddie Jones era hijo de Ida Elizabeth y Charles Edward Jones. Se convirtió en actor luego de trabajar como asistente de laboratorio. Cursó estudios en artes dramáticas en el prestigioso Instituto Rose Bruford y ganó popularidad por su papel como Claudio en la serie de televisión de 1968 The Caesars.
Narró el exitoso documental Sexual Encounters of the Floral Kind: Pollination. Interpretó a Sandy Thomas en la serie televisiva Emmerdale. Actuó en las películas de David Lynch The Elephant Man (1980), Dune (1984) y Wild at Heart (1990), al igual que en la serie de televisión On the Air (1992) y en la película corta Hotel Room (1993). 
El actor Toby Jones es el hijo mayor de Freddie y su esposa Jennifer Heselwood.